# Kolibabovce
Kolibabovce este o comună slovacă, aflată în districtul Sobrance din regiunea Košice. Localitatea se află la altitudinea de 175 m deasupra n.m., se întinde pe o suprafață de 3,825724 km2 și în 2017 număra 193 de locuitori.

## Istoric
Localitatea Kolibabovce este atestată documentar din 1567.

## Demografie
| An:                | 1994 | 2004    | 2014   | 2024   |
| ------------------ | ---- | ------- | ------ | ------ |
| Număr de persoane: | 165  | 189     | 193    | 199    |
| Diferență:         |      | +14,54% | +2,11% | +3,10% |

| An:                | 2023 | 2024   |
| ------------------ | ---- | ------ |
| Număr de persoane: | 201  | 199    |
| Diferență:         |      | −0,99% |